# Street Fighter EX2
Street Fighter EX2 es un videojuego de lucha coproducido por Capcom y Arika publicada originalmente en 1998 para Arcade y se ejecuta en el hardware Sony ZN-2. Es una secuela del Street Fighter EX. Una versión actualizada del juego titulado Street Fighter EX2 Plus fue lanzado en 1999 también para Arcade y posteriormente se hizo una versión para la PlayStation. Fue seguida por Street Fighter EX3.
Street fighter EX2 y en general toda la saga Ex's es una historia paralela (Spin-Off) a la historia oficial de la saga de street fighter.

## Personajes

### Capcom
- Guile
- Vega (Street Fighter)
- M. Bison
- Sagat
- Ryu
- Ken
- Chun Li
- Zangief
- Dhalsim
- Blanka

### Arika
- Doctrine Dark
- Hokuto
- Nanase
- Cracker Jack
- Vulcano Rosso
- Área
- Pullum
- Darun Mister
- Skullomania
- Sharon
- Garuda
- Shadow Geist
- Kairi
- Hayate

## Jugabilidad
La jugabilidad del juego es casi la misma de su antecesor Street Fighter EX, solo que con mejoras de gráficas, como el modelo del cuerpo, a simple vista se nota que en su antecesor, las caras eran de una forma cúbica, y en esta saga no, sino que se redondea un 56%. También el modo de juego al llevar a cabo nuevos "Supers" se podría decir, ya que los jugadores experimentan nuevos especial como estos:
- Ken - Shippuu jinrai Kyaku como Super Combo (del Street Fighter Alpha 3). METEOR COMBO: Kuzuryu Reppa
- Ryu - En la versión antecesora, se usa como especial el Shin Shoryuken, en el SFEX2+ es METEOR COMBO
- Guile - Sonic Typhoon en la versión antecesora, en SFEX2+ es Sonic Boom Typhoon como METEOR COMBO
- Vega (balrog en japonés)- Scarlet Terror y de su versión anterior en vez de usar el Izuna Drop y Barcelona Special Attack como especial, se usa al activar el METEOR COMBO que es el Advancing Wire SP
- M.Bison (vega en japonés)- se adhiere después de no haber salido en SFEX2 y de sus especiales en SFEX solo se usa como METEO COMBO el Psycho Break Smasher.
- Blanka - solo el METEOR COMBO Super Electric Thunder (que después pasa a ser Ultra Combo II en SSF IV pero con otro nombre: "Shout of Earth")
- Zangief - Aerian Russian Slam, METEOR: Cosmic Final Atómic Buster y en vez del nivel Atómic buster y Atomic Buster nivel 3 solo se usa el Final atomic buster.
- Sagat - mantiene sus clásicos cuper Combos del Alpha 2 y 3: Tiger cannon, Tiger ride, Tiger Genocide, Ground Tiger Cannon. METEOR COMBO. Tiger Storm
- Dhalsim - Kiddou Sushei al usar el Yoga Drill Kick y el METEOR COMBO: Yoga Inferno
- Chun-li - Antesesormente el Kikou Shou ahora es un METEOR COMBO que se llama: Kikou SHou Goku
- Doctrine Dark - Ex-Prominense y METEOR COMBO: Death trap
- Cracker Jack - METEOR COMBO: Home Run King (que se puede usar también el triple de potente, pues, en vez de llegar a Marte también llega a Urano, si lo fallas solo causa 10 de daño).
- Darun Mister - METEOR COMBO: G.O.D, el cual necesitas hacer el especial mientras estas en el meteo "Continuation" y "Finisher"
- Area - Great Cancer, Five Star Ride, Air Great Cancer. METEOR COMBO: Final Cancer
- Garuda - METEOR: Kyoujin Senshuu, el Daikyo Rasen Shou y Daikyo Senpuu Shou se usan para hacer que Garuda saque una espada y vuele y después gire hacia el suelo causando daño al oponente.
- Skullomania - Skullo Ball y METEOR COMBO: Super Skullo Energy
- Vulcano Rosso - Accelerando, Tameiki no Hashi, Pisa no Shatou, METEO:Shikei
- Sharon - Load, Helfire a con el Load, para cargar las balas), METEO: Assaul Rifle
- Kairi - METEOR COMBO: Shouki Hatsudou, y se adiere de METEOR COMBO adicional el Kyouja Renbu (un ataque similar al Shun Goku Satsu ya que en la historia se dice que Kairi tiene influencias de Akuma, además de que los ataques en los primeros SF ex eran iguales al Hadoken y a la Tatsumaki Senpukyaku)
- Hokuto - Kiren'eki y de METEOR COMBO: Shirase Gatana
- Hayate - METEOR COMBO: Orochi Fuujin
- Pullum Purna - King Wind, METEOR COMBO: Gradeu Pearl
- Nanase - Kon no Kidou Shuusei usando Yayoi Toukon Gi o Meigetsu, METEOR COMBO: Machiyoi Tenkyuu Geki
- Shadow Geist - METEOR COMBO: Super Death Energy

Los METEOR COMBOS son especiales finishers que le dan más puntaje si acaba con ellos, cada uno tiene su especial final, cuando acaba a su oponente con un ataque final de METEOR COMBO aparecerá una M. También vuelve el modo Excel, este le permite hacer muchos golpes a la vez aún en el aire como en tierra dándote la oportunidad de hacer hasta combos infinitos, también los puede combinar cancelar con algún especial o con un Gauge Break. El Gauge Break es un especial que para usarlo se necesita una barra de energía de las tres, este hace que cuando el jugador choca con tu especial este se queda mareado por un rato, si le das dos veces este cae al suelo, si le das en el aire este se queda flotando, un ejemplo de un Gauge en el aire es con Dhalsim.
Para implementar los movimientos de cada jugador Capcom y Arika tuvieron que cambiar la jugabilidad de la versión anterior y mejorar los ataques, como en los Meteor combos, cuando va a implementar uno, puede adherir otro ataque y así llevártela como por ejemplo Garuda, este cancela su ataque METEOR COMBO de la espada con un salto y después girar, pero en todas las fases causando daño.
También vuelve el entrenamiento, la etapa de Survivor, Práctica, Modo arcade.